# Дивљана
Дивљана је насеље у Србији у општини Бела Паланка у Пиротском округу. Према попису из 2022. било је 81 становника (према попису из 1991. било је 186 становника).
У селу се налази „Школа у природи“ коју сачињава комплекс зграда за смештај ученика као и зграде са учионицама и спортски терени. Школу у природи похађају деца из Нишких основних школа (сваке недеље по једна група ученика).
У селу се налази храст старији од хиљаду година. Овде се налази Дивљанско врело.

## Положај
Данас је главни део села на десној страни Коритничке реке и шири се према путу за Бабушницу. Део села који се одваја од манастирског пута и пружа ка Дивљанском врелу, налази се под самим падинама Суве планине . Насеље се снабдева водом са врела и извора: Милин извор, Брежје, Врбица, Трс, Гинина шола, Сув поток, Приндол и Стари виногради.
Сеоски атар захвата долину Коритнице и косе изнад пута за Бабушницу. Пружа се до Велике и Мале Коњске на Сувој планини. На том простору су: Лаз, Чунгари, Голема Рудина, Дуга Рудина, Стрма Страна.
Топографска имена за обрадиве шовршине у овом атару су: Река, Врбица, Равне шуме, Коичевац.
Село је збијено али су му неки делови нешто разређенији. У селу разликују се делови: Борчина мала, Распопова мала, Раскршће, Богдановска, Игњатовска мала.

## Историја
Према сумарном попису Пиротске казе из 1530. године село Дивљан имало је 36 домаћинстава и 3 неожењена домаћина. Село је давало приход од 3422 акче.
Село се раније налазило на месту које се зове Тешиловац. Доцније се село због чуме преселило на пут за Дивљански манастир, а на друм Бела Паланка-Бабушница почело је да излази тек 1920-их.

## Демографија
У насељу Дивљана живи 76 пунолетних становника, а просечна старост становништва износи 57,6 година (56,2 код мушкараца и 59,2 код жена). У насељу има 39 домаћинстава, а просечан број чланова по домаћинству је 2,08.
Ово насеље је великим делом насељено Србима (према попису из 2002. године), а у последња три пописа, примећен је пад у броју становника.
Што се тиче порекла становништва, староседеоци су: Борчинци (Јовановићи), Распоповци (Живковићи, Васиљевићи), Игњатовци (Игљатовићи). Досељеници су: Богдановци (Богдановићи), Вилипарци (Миленковићи, Петровићи), Ђуринци (Стојановићи), Манџинци (Тричковићи), Алићи.
Сеоска слава овог села је Света Тројица.
|  |

| Демографија | Демографија | Демографија |
| Година      | Становника  | Становника  |
| ----------- | ----------- | ----------- |
| 1948.       | 433         |             |
| 1953.       | 421         |             |
| 1961.       | 312         |             |
| 1971.       | 245         |             |
| 1981.       | 218         |             |
| 1991.       | 186         | 186         |
| 2002.       | 141         | 142         |
| 2011.       | 95          |             |
| 2022.       | 81          |             |

| Етнички састав према попису из 2002.‍ | Етнички састав према попису из 2002.‍ | Етнички састав према попису из 2002.‍ | Етнички састав према попису из 2002.‍ | Етнички састав према попису из 2002.‍ |
| ------------------------------------ | ------------------------------------ | ------------------------------------ | ------------------------------------ | ------------------------------------ |
|                                      |                                      |                                      |                                      |                                      |
| Срби                                 | Срби                                 |                                      | 140                                  | 99,29%                               |
| непознато                            | непознато                            |                                      | 1                                    | 0,70%                                |

| Година пописа     | 1948. | 1953. | 1961. | 1971. | 1981. | 1991. | 2002. |
| ----------------- | ----- | ----- | ----- | ----- | ----- | ----- | ----- |
| Број домаћинстава | 69    | 70    | 72    | 65    | 67    | 68    | 66    |

| Број чланова      | 1  | 2  | 3 | 4 | 5 | 6 | 7 | 8 | 9 | 10 и више | Просек |
| ----------------- | -- | -- | - | - | - | - | - | - | - | --------- | ------ |
| Број домаћинстава | 26 | 22 | 8 | 5 | 3 | 2 | 0 | 0 | 0 | 0         | 2,14   |

| Пол    | Укупно | Неожењен/Неудата | Ожењен/Удата | Удовац/Удовица | Разведен/Разведена | Непознато |
| ------ | ------ | ---------------- | ------------ | -------------- | ------------------ | --------- |
| Мушки  | 66     | 14               | 37           | 15             | 0                  | 0         |
| Женски | 65     | 12               | 37           | 14             | 2                  | 0         |
| УКУПНО | 131    | 26               | 74           | 29             | 2                  | 0         |

| Пол    | Укупно                    | Пољопривреда, лов и шумарство | Рибарство                            | Вађење руде и камена | Прерађивачка индустрија       |
| ------ | ------------------------- | ----------------------------- | ------------------------------------ | -------------------- | ----------------------------- |
| Мушки  | 26                        | 8                             | 0                                    | 0                    | 10                            |
| Женски | 21                        | 2                             | 0                                    | 0                    | 11                            |
| УКУПНО | 47                        | 10                            | 0                                    | 0                    | 21                            |
| Пол    | Производња и снабдевање   | Грађевинарство                | Трговина                             | Хотели и ресторани   | Саобраћај, складиштење и везе |
| Мушки  | 0                         | 2                             | 3                                    | 0                    | 1                             |
| Женски | 0                         | 0                             | 3                                    | 0                    | 0                             |
| УКУПНО | 0                         | 2                             | 6                                    | 0                    | 1                             |
| Пол    | Финансијско посредовање   | Некретнине                    | Државна управа и одбрана             | Образовање           | Здравствени и социјални рад   |
| Мушки  | 0                         | 0                             | 1                                    | 1                    | 0                             |
| Женски | 0                         | 0                             | 1                                    | 4                    | 0                             |
| УКУПНО | 0                         | 0                             | 2                                    | 5                    | 0                             |
| Пол    | Остале услужне активности | Приватна домаћинства          | Екстериторијалне организације и тела | Непознато            | Непознато                     |
| Мушки  | 0                         | 0                             | 0                                    | 0                    | 0                             |
| Женски | 0                         | 0                             | 0                                    | 0                    | 0                             |
| УКУПНО | 0                         | 0                             | 0                                    | 0                    | 0                             |

- Природни споменик Стабло храста китњака
- Улазак у Дивљану из правца Бабушнице